# Ryan Lochte
Ryan Steven Lochte (angleška izgovorjava /ˈlɒkti/), , ameriški plavalec, * 3. avgust 1984, New York.
Njegov oče Steven (plavalni trener) je Američan, medtem ko njegova mama Ileana prihaja s Kube. 
Debitantski nastop na poletnih olimpijskih igrah je doživel v Atenah leta 2004. V Atenah je v tej disciplini osvojil tudi svojo prvo medaljo (srebro), na štafetni tekmi istega leta pa tudi zlato.
Na olimpijskih igrah v Londonu 2012 je osvojil pet kolajn, pri čemer je v enem večeru plaval v dveh finalih v manj kot pol ure.
Večkrat je krasil naslovnico največjih modnih ženskih in moških revij (Vogue, Time, Men's Health...). Leta 2013 je dobil še svoj resničnostni šov Kaj bi storil Ryan Lochte? (What Would Ryan Lochte Do?).
Leta 2021 se po kvalifikacijah v Omahi, kjer je zasedel 7. mesto na 200 metrov, ni uvrstil na Olimpijske igre 2021 v Tokiju.